# Cầu Hữu nghị Thái-Lào II

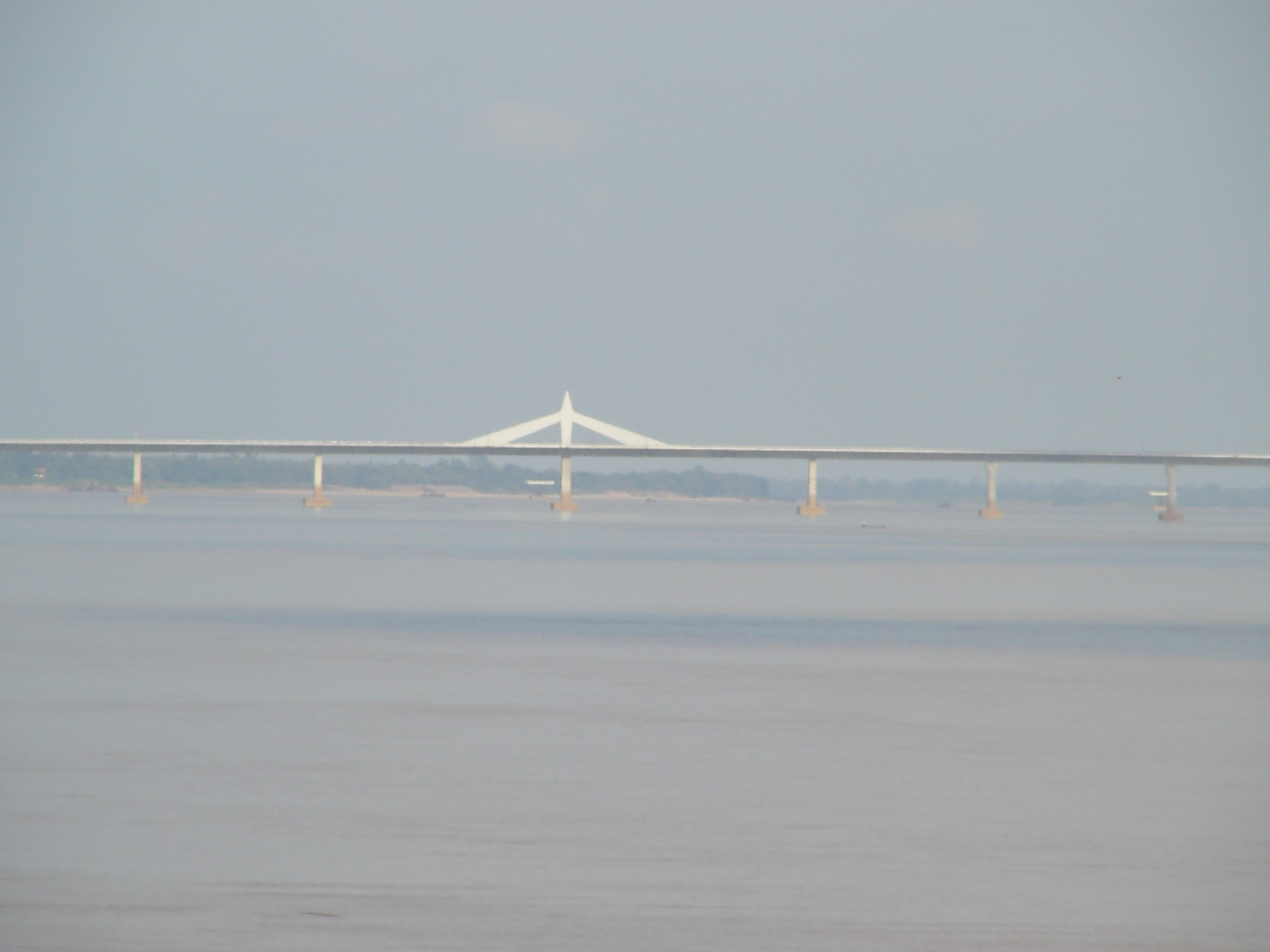
Cầu Hữu nghị Thái-Lào II.

Cầu Hữu nghị Thái-Lào II bắc qua sông Mê Kông nối tỉnh Mukdahan của Thái Lan với tỉnh Savannakhet của Lào. Cầu này dài 1600 m và rộng 12 m với 2 làn xe. Đây là cây cầu thứ ba bắc qua hạ lưu sông Mê Kông, và là cây cầu thứ hai qua biên giới Thái Lào trên sông Mê Kông.

## Lịch sử
Cầu được khởi công xây dựng ngày 21/3/2004 và được chính thức khánh thành ngày 19 tháng 12 năm 2006 với sự hiện diện của thủ tướng Việt Nam Nguyễn Tấn Dũng, công chúa Thái Lan Maha Chakri Sirindhorn và thủ tướng Lào Bouasone Bouphavanh, nhưng cầu này chỉ khai thông chính thức vài tuần sau đó.
Tổng mức đầu tư khoảng 2,5 tỷ baht (70 triệu đô la Mỹ), được Nhật Bản cho vay. 